# Ramous
Ramous – miejscowość i gmina we Francji, w regionie Nowa Akwitania, w departamencie Pireneje Atlantyckie.
Według danych na rok 1990 gminę zamieszkiwało 387 osób, a gęstość zaludnienia wynosiła 51 osób/km² (wśród 2290 gmin Akwitanii Ramous plasuje się na 803. miejscu pod względem liczby ludności, natomiast pod względem powierzchni na miejscu 1233.).